# Enrico Squaglia
Enrico Squaglia (Lucca, 10 febbraio 1902 – Azzorre, 8 agosto 1933) è stato un militare e aviatore italiano, decorato con la medaglia d'oro al valor aeronautico alla memoria.

## Biografia
Nacque a Lucca il 10 febbraio 1902. Arruolatosi nella Regia Aeronautica, venne ammesso alla Scuola di Pilotaggio di Coltano (provincia di Pisa) nel gennaio del 1923, dove conseguì il brevetto di pilota civile nel marzo dello stesso anno. Inviato alla Regia Accademia Aeronautica per frequentarvi il IV Corso Integrazione, ne usciva col grado di sottotenente in servizio permanente effettivo (S.P.E). Successivamente fu assegnato alla Scuola di Pilotaggio della Regia Accademia Aeronautica a Capua in qualità di istruttore di volo. Partecipò alle gare per la "Coppa Baracca" negli anni 1925 e 1926.
Nel 1932 fu promosso tenente pilota. Dopo aver frequentato la Scuola di navigazione aerea d'Alto Mare (NADAM) fu assegnato alla Crociera aerea del Decennale in qualità di secondo pilota sull'idrovolante SIAI-Marchetti S.55X (I-RANI) del capitano Celso Ranieri.  Al comando di Italo Balbo gli idrovolanti decollarono da Orbetello il 1 luglio 1933, arrivando a Chicago e poi a New York il 19 luglio. Ripartita il 25 luglio, la formazione aerea, via Terranova, raggiunse le Azzorre l'8 agosto e i 24 aerei decollarono in direzione di Lisbona, e in questa fase lo S.55X (I-RANI) si rovesciò, causando la sua morte. Venne poi insignito della medaglia d'oro al valore aeronautico.

### Fonti
1. 1 2 3  Trotta 1978, p. 119.
2. 1 2 3 4  Crociera del Decennale.
3. 1 2 3 4  Mancini 1936, p. 568.
4. 1 2  Aeronautica Difesa.
5. ↑  Bollettino Ufficiale 1933, suppl.4, pag.3.